# Sợi myosin

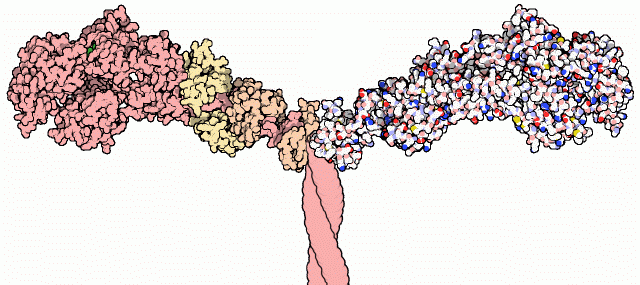
Một phần cấu trúc myosin.

Trong sinh học, sợi myosin (còn gọi là sợi dày, tiếng Anh: thick filament, đối lập với sợi mỏng) là các sợi trong cấu trúc cơ của động vật. Chúng kiểm soát chức năng co cơ.
Mỗi sợi myosin gồm khoảng 200 phân tử myosin, trong đó đuôi của các phân tử bó lại với nhau tạo thành thân của sợi myosin, còn các đầu myosin thì nhô ra phía ngoài của thân. Một phần của dây xoắn kép nhô ra ngoài cùng với đầu myosin gọi là tay. Đầu myosin và tay tạo thành cầu nối (cross bridge). Cầu nối có thể uốn được ở 2 điểm được gọi là bản lề, một chỗ tay nối với thân và một ở chỗ nối đầu nối với tay. Bản lề ở tay làm cho đầu myosin có thể vươn ra xa hoặc đưa lại gần myosin. Bản lề ở đầu tham gia vào quá trình co cơ.
Chiều dài của mỗi sợi myosin vào khoảng 1,5 micromet. Ở phần chính giữa của sợi myosin (phần này dài khoảng 0,2 mircomet) các cầu nối không có đầu vì ở đây các tay xuất phát từ trung tâm và hướng về hai đầu của sợi myosin.
Bản thân sợi myosin cũng bị vặn xoắn sao cho mỗi cầu nối bị lệch khỏi trục 120° so với cầu nối ở trước nó. Như vậy các cầu nối trải ra theo mọi hướng quanh sợi myosin.